# Ramesa tripunctata
Ramesa tripunctata är en fjärilsart som beskrevs av M.Gaede 1930. Ramesa tripunctata ingår i släktet Ramesa och familjen tandspinnare. Inga underarter finns listade.